# Волдрон (Арканзас)
Волдрон (англ. Waldron) — місто (англ. city) в США, в окрузі Скотт штату Арканзас, адміністративний центр округу. Населення — 3386 осіб (2020).

## Географія
Волдрон розташований на висоті 201 метр над рівнем моря за координатами 34°54′4″ пн. ш. 94°5′34″ зх. д. / 34.90111° пн. ш. 94.09278° зх. д. (34.901055, -94.092765).  За даними Бюро перепису населення США в 2010 році місто мало площу 13,17 км², з яких 12,94 км² — суходіл та 0,22 км² — водойми.
Місто розташоване в 61 кілометрі на південь від міста Форт-Сміт, поруч з річкою поті (англ. Poteau).

## Демографія
Згідно з переписом 2010 року, у місті мешкало 3618 осіб у 1400 домогосподарствах у складі 881 родини. Густота населення становила 275 осіб/км².  Було 1658 помешкань (126/км²). 
Расовий склад населення:
| - 85,0 % — білих - 2,6 % — азіатів - 1,0 % — корінних американців - 0,4 % — чорних або афроамериканців - 8,2 % — осіб інших рас |

До двох чи більше рас належало 2,9 %. Іспаномовні складали 15,5 % від усіх жителів.
За віковим діапазоном населення розподілялося таким чином: 29,0 % — особи молодші 18 років, 54,0 % — особи у віці 18—64 років, 17,0 % — особи у віці 65 років та старші. Медіана віку мешканця становила 33,5 року. На 100 осіб жіночої статі у місті припадало 95,4 чоловіків;  на 100 жінок у віці від 18 років та старших — 87,2 чоловіків також старших 18 років.
Середній дохід на одне домашнє господарство  становив 38 374 долари США (медіана — 27 130), а середній дохід на одну сім'ю — 40 820 доларів (медіана — 30 893). Медіана доходів становила 31 734 долари для чоловіків та 22 482 долари для жінок. За межею бідності перебувало 30,5 % осіб, у тому числі 50,2 % дітей у віці до 18 років та 7,3 % осіб у віці 65 років та старших.
Цивільне працевлаштоване населення становило 1288 осіб. Основні галузі зайнятості: виробництво — 43,7 %, освіта, охорона здоров'я та соціальна допомога — 19,1 %, публічна адміністрація — 6,7 %, роздрібна торгівля — 5,0 %.
За даними перепису населення 2000 року у Волдроні проживало 3508 осіб, 899 сімей, налічувалося 1430 домашніх господарств і 1563 житлових будинки. Середня густота населення становила близько 269,8 осіб на один квадратний кілометр. Расовий склад Волдрона за даними перепису розподілився таким чином: 90,42% білих, 0,14% — чорних або афроамериканців, 0,91% — корінних американців, 0,11% — азіатів, 1,25% — представників змішаних рас, 7,16% — інших народів. іспаномовні склали 15,31% від усіх жителів міста.
З 1430 домашніх господарств в 31,3% — виховували дітей віком до 18 років, 45,9% представляли собою подружні пари, які спільно проживали, в 11,3% сімей жінки проживали без чоловіків, 37,1% не мали сімей. 33% від загального числа сімей на момент перепису жили самостійно, при цьому 16,8% склали самотні літні люди у віці 65 років та старше. Середній розмір домашнього господарства склав 2,38 особи, а середній розмір родини — 3,00 особи.
Населення міста за віковим діапазоном за даними перепису 2000 року розподілилося таким чином: 26,9% — жителі молодше 18 років, 10,2% — між 18 і 24 роками, 25,6% — від 25 до 44 років, 19,6% — від 45 до 64 років і 17,8% — у віці 65 років та старше. Середній вік мешканця склав 35 років. На кожні 100 жінок у Волдроні припадало 96,6 чоловіків, у віці від 18 років та старше — 87,8 чоловіків також старше 18 років.
Середній дохід на одне домашнє господарство в місті склав 21 921 долар США, а середній дохід на одну сім'ю — 26 829 доларів. При цьому чоловіки мали середній дохід в 25 256 доларів США на рік проти 16 136 доларів середньорічного доходу у жінок. Дохід на душу населення в місті склав 12 193 долари на рік. 22,8% від усього числа сімей в окрузі і 25,9% від усієї чисельності населення перебувало на момент перепису населення за межею бідності, при цьому 31,1% з них були молодші 18 років і 14,7% — у віці 65 років та старше.